# Георгиевски кръст
Георгиевски кръст „За храброст“ е награден знак към ордена на Свети Георги – висш орден в Руската империя, даван на низшите военни чинове.
Съществува от 1807 до 1917 г. и се присъжда за изключителна храброст, проявена в бой срещу неприятеля. Знакът е висша награда за войници и под-офицери, докато с ордена на Свети Георги се удостояват офицерите.
Знакът е учреден на 13 (25) февруари 1807 г. с манифест на император Александър I, като награда за низшите воински чинове за „неустрашима храброст“. В манифеста се определя, че отличието се носи на лента със същите цветове, както и орденът на Свети Георги.